# Jesús Fructuoso Contreras
Jesús Fructuoso Contreras Chávez (Aguascalientes, 20 gennaio 1866 – Città del Messico, 13 luglio 1902) è stato uno scultore messicano.

## Biografia

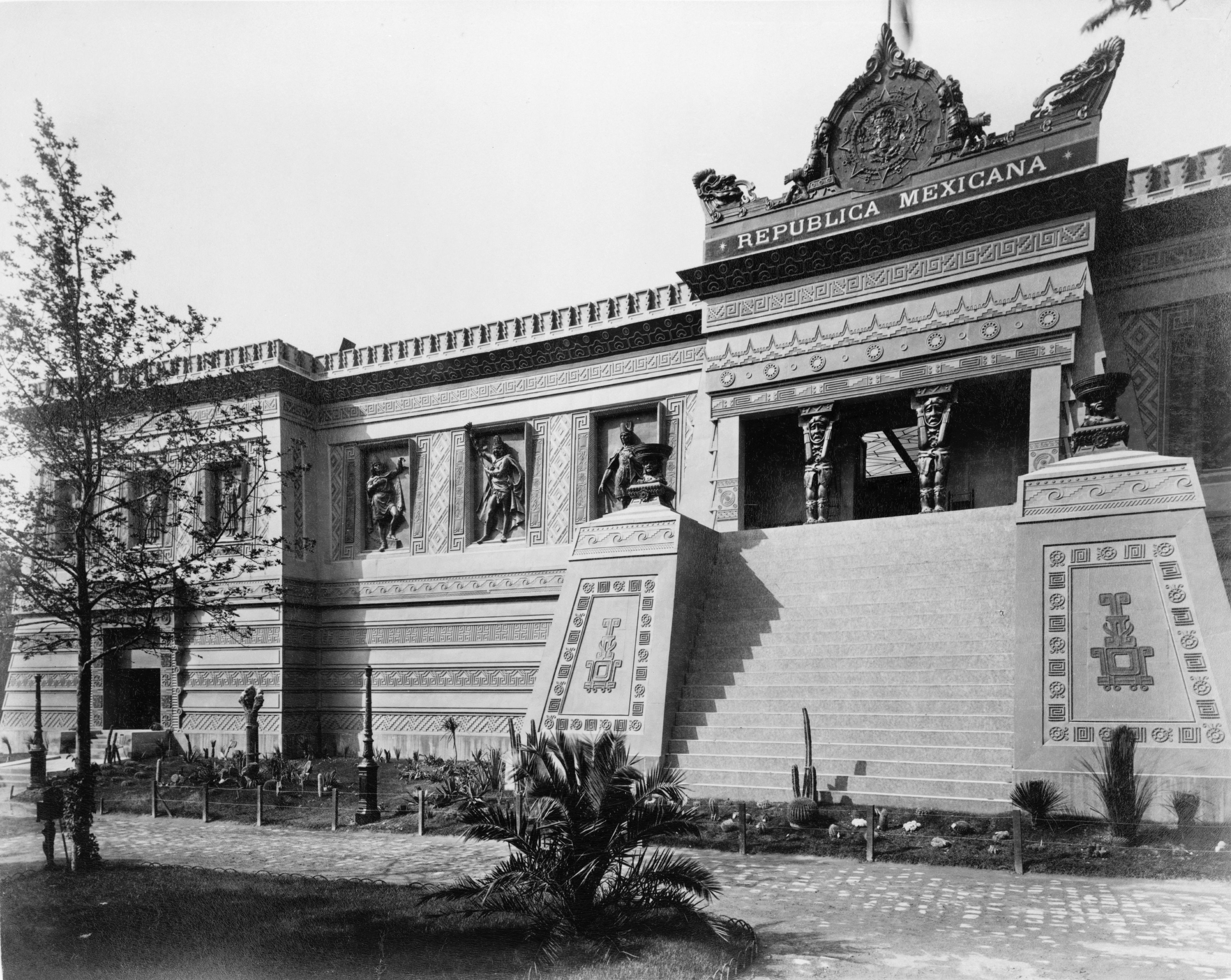
Il padiglione messicano all'Esposizione di Parigi del 1889

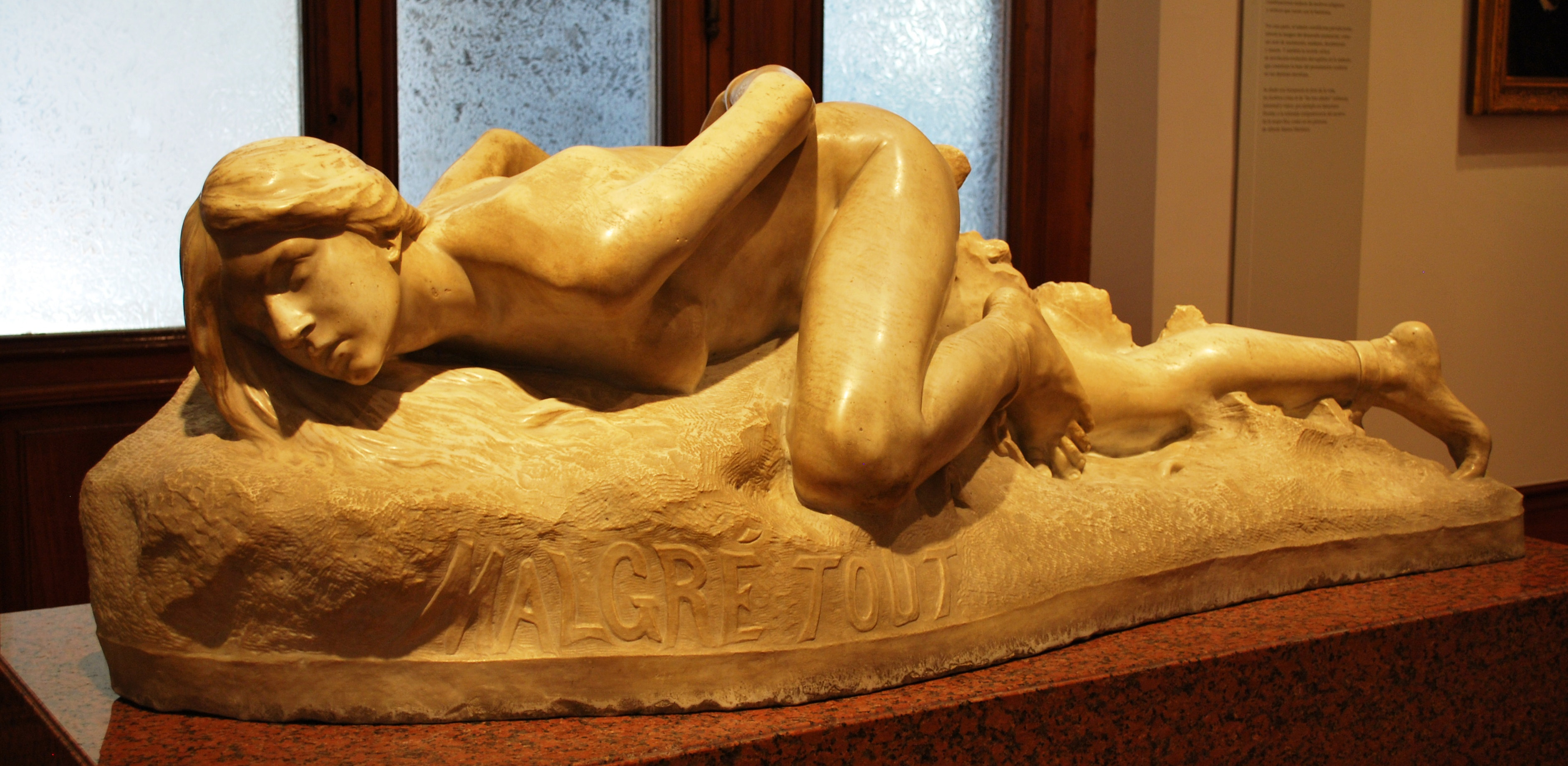
Malgré tout

Jesús Fructuoso Contreras Chávez nacque ad Aguascalientes il 20 gennaio del 1866. I suoi genitori erano Pedro Contreras, un colonnello repubblicano, e Luz Chávez, figlia di José María Chávez Alonso, che fu governatore dello stato di Aguascalientes. Durante l'infanzia visse in una casa nel Barrio de Guadalupe, uno dei quartieri storici della città, e si distinse per le proprie abilità artistiche nelle diverse scuole che frequentò. Il nonno materno fu condannato a morte e fucilato tre anni prima della nascita di Jesús, e probabilmente la famiglia smise di usare il cognome di Chávez per evitare problemi politici con il governo dell'imperatore Massimiliano.
Nel 1881, grazie all'aiuto dei propri insegnanti e compagni di scuola, poté frequentare la Scuola nazionale di belle arti (precedentemente nota come Accademia di San Carlo) a Città del Messico. A 21 anni ottenne una borsa di studio da parte del governo di Porfirio Díaz per proseguire i propri studi a Parigi. Nella capitale francese partecipò all'esposizione universale del 1889, dove realizzò le sculture del padiglione messicano, e all'esposizione universale del 1900; in quest'ultima vinse il gran premio per la scultura e fu insignito della croce della Legion d'onore grazie a una delle sue opere più famose: la scultura in marmo Malgré tout.
Contreras si sposò il 1º gennaio del 1891 con Carmen Elizondo, figlia di Blas Elizondo Pérez, poeta e amministratore locale delle poste di Aguascalientes.
Jesús F. Contreras subì l'amputazione del braccio destro a causa di un cancro non curato; nonostante questo continuò a lavorare. Tre mesi prima di morire iniziò a manifestare difficoltà motorie e altre insufficienze fisiche, ad esempio alle corde vocali e ai muscoli respiratori. Fu necessaria la somministrazione di morfina, che lo indusse in un coma, mentre i suoi amici speravano in un miracolo. Morì il 12 luglio del 1902 a Città del Messico. Fu seppellito nel Panteón Francés de la Piedad; al corteo funebre presenziarono circa quattrocento persone.